# Чиштијан
Чиштиан (урд. چشتیاں) је град у Пакистану у покрајини Панџаб. Према процени из 2006. у граду је живело 125.178 становника.

## Становништво
Према процени, у граду је 2006. живело 125.178 становника.
| 1981.  | 1998.   | 2006.   |
| ------ | ------- | ------- |
| 61.959 | 101.659 | 125.178 |